# Duilio Nicchiarelli
Duilio Nicchiarelli (Cortona, 17 agosto 1915 – Linares de Mora, 4 giugno 1938) è stato un militare e aviatore italiano, decorato di medaglia d'oro al valor militare alla memoria nel corso della guerra civile spagnola.

## Biografia
Nacque a Cortona, provincia di Arezzo, il 17 agosto 1915.
Conseguito all'età di diciotto anni il brevetto di pilota premilitare, si arruolò con anticipo nella Regia Aeronautica nel maggio 1936 e fu inviato alla Scuola caccia di Aviano. Trasferito al Centro della 3ª Zona Aerea Territoriale (Z.A.T.), nel luglio seguente venne promosso sottotenente di complemento nel ruolo naviganti con anzianità corrispondente alla data di arruolamento. Nominato pilota militare nel mese di in agosto, conseguito su velivolo Fiat C.R.20,  dal 1º settembre fu assegnato al 1º Stormo Caccia Terrestre. Assegnato all'Aviazione Legionaria. il 7 novembre 1937 partì volontario per combattere nella guerra di Spagna, assegnato alla Squadriglia Autonoma Caccia-Mitragliamento equipaggiata dapprima con i biplani IMAM Ro.37 Lince, e poi con i caccia Fiat C.R.32. Cadde in combattimento a Linares de Mora il 4 giugno 1938, e fu insignito della medaglia d'oro al valor militare alla memoria. Una via di Arezzo porta il suo nome, così come la Sezione dell'Associazione Arma Aeronautica di Cortona.

### Annotazioni
1. ↑  Costituita sul campo d'aviazione di Valenzuela, Saragozza, era al comando di Ferruccio Vosilla, e vi cui militavano piloti come Ido Zanetti, Mario Bellagambi, Giuseppe Lo Moro, e Gastone Picchini.

### Fonti
1. 1 2 3 4 5  Combattenti Liberazione.
2. 1 2  Gruppo Medaglie d'Oro al Valor Militare 1965, p. 312.
3. 1 2  Ufficio Storico dell'Aeronautica Militare 1969, p. 105.
4. ↑  Medaglie d'oro al valor militare sul sito della Presidenza della Repubblica